# لاست ریور (ویرجینیای غربی)
لاست ریور (به انگلیسی: Lost River) یک منطقهٔ مسکونی در ایالات متحده آمریکا است که در شهرستان هاردی، ویرجینیای غربی واقع شده‌است.